# Giovanni M. Scalese
Giovanni M. Scalese B (Roma, Itália, 19 de agosto de 1955) é um clérigo italiano. Ele é Superior Eclesiástico da Missão sui juris no Afeganistão.
Giovanni M. Scalese ingressou na ordem religiosa dos Barnabitas (Clerici regulares S. Pauli decollati ou Paulans) em. Em 20 de junho de 1981 foi ordenado sacerdote. Ele veio da paróquia romana de San Carlo ai Catinari. Estudou filosofia (1978) e teologia (1980) na Pontifícia Universidade de São Tomás de Aquino. Estudou Teologia Bíblica na Pontifícia Universidade Gregoriana (1982) e doutorou-se em Filosofia pela Universidade de Bolonha (1991). Trabalhou em Florença (Collegio alla Querce), Bolonha (Paróquia de San Paolo Maggiore e Collegio San Luigi), Roma (Cúria Geral dos Barnabitas), Tagaytay (Filipinas), Bangalore (Índia) e Nápoles (Istituto Bianchi). Após seu próprio treinamento diplomático, ele foi enviado a Cabul por ordem sua.
Em 4 de novembro de 2014, o Papa Francisco o nomeou Superior da Missão sui juris autônoma no Afeganistão (Superior ecclesiasticus seu Ordinarius loci). Por decreto da Congregação para a Evangelização dos Povos do mesmo dia, foi nomeado capelão da missão e recebeu todos os direitos e poderes de bispo diocesano e prefeito apostólico. A posse ocorreu em 11 de janeiro de 2015.